# Episodi di Aiutami Hope! (prima stagione)
La prima stagione della serie televisiva Aiutami Hope! è stata trasmessa dal 21 settembre 2010 al 17 maggio 2011 sul canale statunitense Fox.
In Italia è andata in onda dal 3 febbraio al 30 giugno 2011 su Fox, canale della piattaforma Sky.
| nº | Titolo originale             | Titolo italiano         | Prima TV USA      | Prima TV Italia  |
| -- | ---------------------------- | ----------------------- | ----------------- | ---------------- |
| 1  | Pilot                        | Arriva Hope             | 21 settembre 2010 | 3 febbraio 2011  |
| 2  | Dead Tooth                   | Il compromesso          | 28 settembre 2010 | 10 febbraio 2011 |
| 3  | Dream Hoarders               | Sogni in lista d'attesa | 5 ottobre 2010    | 17 febbraio 2011 |
| 4  | Say Cheese                   | Dite cheese             | 12 ottobre 2010   | 24 febbraio 2011 |
| 5  | Happy Halloween              | Felice Halloween        | 26 ottobre 2010   | 3 marzo 2011     |
| 6  | Family Secrets               | Segreti di famiglia     | 26 ottobre 2010   | 10 marzo 2011    |
| 7  | The Sniffles                 | Il raffreddore di Hope  | 9 novembre 2010   | 17 marzo 2011    |
| 8  | Blue Dots                    | Bollino blu             | 16 novembre 2010  | 24 marzo 2011    |
| 9  | Meet the Grandparents        | Ecco i nonni            | 23 novembre 2010  | 31 marzo 2011    |
| 10 | Burt Rocks                   | Burt Rocks              | 30 novembre 2010  | 7 aprile 2011    |
| 11 | Toy Story                    | Buon Natale Hope        | 7 dicembre 2010   | 14 aprile 2011   |
| 12 | Romeo and Romeo              | L'amico perfetto        | 8 febbraio 2011   | 21 aprile 2011   |
| 13 | A Germ of a Story            | Una storia sporca       | 15 febbraio 2011  | 28 aprile 2011   |
| 14 | What Up, Cuz?                | La cugina Delilah       | 22 febbraio 2011  | 5 maggio 2011    |
| 15 | Snip Snip                    | Taglia e cuci           | 1º marzo 2011     | 12 maggio 2011   |
| 16 | The Cultish Personality      | Fratelli e mariti       | 8 marzo 2011      | 19 maggio 2011   |
| 17 | Mongooses                    | Il testamento           | 15 marzo 2011     | 26 maggio 2011   |
| 18 | Cheaters                     | Amore demenziale        | 19 aprile 2011    | 2 giugno 2011    |
| 19 | Sleep Training               | Incubi notturni         | 26 aprile 2011    | 9 giugno 2011    |
| 20 | Everybody Flirts...Sometimes | Gigolò da piscina       | 3 maggio 2011     | 16 giugno 2011   |
| 21 | Baby Monitor                 | Baby monitor            | 10 maggio 2011    | 23 giugno 2011   |
| 22 | Don't Vote for this Episode  | Compleanni              | 17 maggio 2011    | 30 giugno 2011   |

## Arriva Hope
- Titolo originale: Pilot
- Diretto da: Michael Fresco
- Scritto da: Greg Garcia

### Trama
Jimmy è un normale ragazzo squattrinato che vive con sua madre, suo padre, suo cugino e sua nonna. Un giorno, mentre sta andando a prendere il gelato per la famiglia, incontra una ragazza che gli chiede di scappare con il suo furgone. Quella sera i due fanno l'amore e la mattina dopo Jimmy scopre che questa stava scappando dal suo ex-fidanzato e scopre che ogni fidanzato che lei aveva lo ha ucciso, tranne quest'ultimo che è riuscito a mettersi in salvo e lui, che è stato l'ultimo. La madre consegna la ragazza alla polizia. Otto mesi più tardi si scopre che questa ragazza è incinta della figlia di Jimmy. Il mese successiva la bambina nasce e viene lasciata in affidamento a Jimmy. Tre mesi più tardi la madre viene giustiziata sulla sedia elettrica. Ora Jimmy deve cavarsela e gestire la sua nuova figlia, con la disapprovazione di tutta la famiglia che gli consiglia di lasciarla davanti alla caserma dei pompieri e abbandonarla. Jimmy comunque non demorde e decide di tenerla.
- Citazioni: nell'episodio appare l'attore Gregg Binkley nei panni di Kenny James, ruolo che ricopre ricorrentemente anche nella serie My Name Is Earl, anch'essa creata da Greg Garcia.
- Ascolti USA: telespettatori 7 480 000 - share 7%[1]

## Il compromesso
- Titolo originale: Dead Tooth
- Diretto da: Michael Fresco
- Scritto da: Greg Garcia

### Trama
Jimmy si sta pian piano abituando alla vita con sua figlia Hope. Bart, il padre di Jimmy, invece sta cercando di far smettere di fumare sua moglie che smetterà solo se anche sua nonna lo farà. La bisnonna di Jimmy è una vecchia con problemi mentali e non vuole assolutamente smettere di fumare. Jimmy intanto, mentre è al supermercato della zona, incontra Sabrina, la commessa di cui si innamora; purtroppo incontra anche una sua vecchia fiamma, una ragazza senza un incisivo. Jimmy scopre che Sabrina e lei sono cugine e questa ragazza gestisce un asilo. Jimmy iscrive Hope al suo asilo e la ragazza che gestisce e insegna nel suo asilo s'innamora nuovamente di lui; più tardi Jimmy le dirà di non essere più innamorato di lei come una volta. Alla fine Burt non riuscirà comunque a far smettere di fumare la nonna.
- Ascolti USA: telespettatori 7 085 000 – share 7%[3]

## Sogni in lista d'attesa
- Titolo originale: Dream Hoarders
- Diretto da: Michael Fresco
- Scritto da: Ralph Greene

### Trama
Jimmy insegna a Hope a gattonare. In questo modo scopre che la casa in cui vivono è piena di pericoli; da fili elettrici spellati a sportelli pericolosi. Jimmy scopre inoltre che sua nonna, Maw Maw, se ascolta la canzone "Mambo" riesce a giocare a un gioco di costruzioni di legno senza far cadere la costruzione. Ovvero togliendo tutti i pezzi inutili e lasciando quelli utili. Scopre anche che suo padre ha la mania di giocare alla lotteria e che a sua mamma piace accatastare roba inutile nel garage. Mentre Jimmy è via, Hope entra in questo garage e nessuno riesce a farla uscire. Jimmy è arrabbiato con i genitori perché non l'hanno curata. Per farla uscire dalla trappola di mobili, chiamano Maw Maw che a ritmo di musica riesce ad aprire una via tra gli oggetti. Jimmy, per sicurezza, butta via tutta la roba di sua madre e proibisce al padre di giocare alla lotteria. Ben presto capisce però che in quel modo ognuno sognava, suo padre sognava di vincere milioni di dollari e di comprarsi delle ville, mentre sua madre di usare tutte le sue cose. Senza questi i sogni la loro vita diventa triste e monotona. Per questo Jimmy regala una schedina del lotto al padre e una poltrona che desiderava tanto a sua madre. Grazie ai sogni di ognuno, la vita ritorna a essere quella di sempre.
- Ascolti USA: telespettatori 6 178 000 – share 6%[4]

## Dite cheese
- Titolo originale: Say Cheese
- Diretto da: Eyal Gordin
- Scritto da: Greg Garcia

### Trama
Jimmy riesce a invitare a casa sua Sabrina. Appena questa arriva vede un album fotografico della famiglia di Jimmy e decide di sfogliarlo. Jimmy le racconta quindi le storie vissute dietro a quelle foto e le fa capire che sua madre è isterica quando arriva il giorno annuale dello scatto di famiglia. Virginia però non è contento di questo e decide a sua volta di far capire a Sabrina che lei è l'unica normale e che sono gli altri, ovvero Jimmy e Burt, a essere strani. Jimmy infatti durante ogni scatto si mangia ciocche intere di capelli e persino le sopracciglia per il troppo stress. Mentre suo marito, Burt, padre di Jimmy, odia fare le foto e trova ogni modo pur di non parteciparvi. Una foto in particolare però colpisce Sabrina: una foto segnaletica della polizia (allegata a una multa) ritraente la famiglia sorridente in macchina. La ragazza capisce infatti che quei sorrisi che vede non sono falsi come sempre nelle fotografie ma sono reali. Alla fine si confida con Jimmy e gli dice che la sua famiglia è fantastica.
- Ascolti USA: telespettatori 6 015 000 – share 5%[5]

## Felice Halloween
- Titolo originale: Happy Halloween
- Diretto da: Greg Garcia
- Scritto da: Dan Coscino

### Trama
È finalmente Halloween e Jimmy è preoccupato per un misterioso spaventatore che ogni anno, da quando era bambino, lo terrorizza a morte. Non vuole che anche Hope ne abbia paura. Per questo decide di non festeggiarlo. Suo padre, Burt, decide allora di dirgli la verità e che era lui l'uomo che lo terrorizzava. Questo perché quando Jimmy era spaventato andava ad abbracciarlo con emozione, cosa che non succedeva mai. Jimmy è molto arrabbiato con il padre. Decide comunque di andare ad accompagnare Sabrina a una festa. Sua madre, Virginia, e Maw Maw intanto vanno anch'esse a fare "scherzetto o dolcetto" e per poco non vengono arrestate per i loro scherzi a una casa. Jimmy affida Hope per la notte ai suoi due migliori amici. Durante la notte i due si occupano della bambina. Quando Jimmy torna dalla festa, scopre che i suoi amici hanno lasciato Hope ai pompieri perché non riuscivano a occuparsene e che ha tempo fino alle 6 di mattina per riprenderla prima che Hope sia legalmente abbandonata. Il problema è che mancano 5 minuti alle 6. Jimmy trova la sua bici sgonfia e chiede a suo padre di andarla a prendere. Questo va con la sua bici e riesce a riprenderla in tempo. Jimmy va quindi ad abbracciarlo. Burt però si sente in colpa e confessa la verità: Hope non era mai stata abbandonata ai pompieri. Era tutto uno scherzo suo e degli amici di Jimmy. Era stato infatti lo stesso Burt a bucare la bici, scrivere la lettera e ideare il piano. Hope infatti era insieme agli amici di Jimmy dietro a un muretto vicino al quartiere dove vivono. Burt aveva quindi sceneggiato la sua rocambolesca avventura per poter avere un abbraccio da Jimmy. Quest'ultimo all'inizio non lo perdona per ciò che ha fatto, ma ben presto capisce che suo padre aveva fatto tutto questo solo per amore e quindi decide di perdonarlo.
- Ascolti USA: telespettatori 6 002 000 – share 5%[6]

## Segreti di famiglia
- Titolo originale: Family Secrets
- Diretto da: Randall Einhorn
- Scritto da: Bobby Bowman

### Trama
Un giorno Jimmy riceve un pacco contenente le cose di Lucy, la quale (prima di morire) le ha lasciate tutte a Hope. Tra queste ci sono dei trucchi di bellezza, dei coltelli e una videocassetta. Jimmy e la famiglia la guardano e scoprono che all'interno è presente un video creato dalla stessa Lucy che fa vedere la vita in prigione a Hope. Questa fa vedere alla figlia come nascondere coltelli nei libri, come rubare e addirittura come uccidere (ovviamente solo imitando il gesto). Tutta la famiglia di Jimmy è dubbiosa se mostrare prima o poi il video a Hope e se dire la verità sulla madre alla bambina quando questa sarà cresciuta. I genitori di Jimmy votano per non dire nulla, per questo Jimmy comincia a pensare che fin da piccolo Burt e Virginia gli abbiano tenuto nascosto qualcosa. Va quindi a informarsi sulla sua storia e scopre che, soprattutto Virginia, gli ha raccontato diverse bugie in vari frangenti. Jimmy scopre inoltre che sua nonna (da parte di Virginia) non è una missionaria (come ha sempre pensato) ma è morta nel tentativo di prendere del miele. Credendo comunque che si tratti di una menzogna, riesce a far parlare Maw Maw nei brevi momenti di lucidità che ha di notte, e scopre che sua nonna è ancora viva. Grazie a Sabrina riesce a scoprire dove abita. Recatosi nella sua villa di sera, bussa alla porta e lo accoglie la stessa nonna. Questa dice a Jimmy che lei vive solo di notte quando ci sono feste e danze. Gli dice inoltre che sua madre non gli ha mentito, la stessa Virginia non sa la verità al riguardo. Credeva sul serio che sua madre fosse morta in un incidente con delle api, tutto questo glielo aveva fatto credere la madre (la nonna di Jimmy) che, per non dirle la verità sulle sue folli notti, ha preferito sparire facendole raccontare da altri questa bugia. Alla fine Jimmy capisce che tutta la sua famiglia vive di segreti e che senza di quelli sarebbe più difficile vivere, decide quindi di mantenere alcuni segreti riguardante suo padre Burt e sua madre Virginia.
- Ascolti USA: telespettatori 5 367 000 – share 5%[6]

## Il raffreddore di Hope
- Titolo originale: The Sniffles
- Diretto da: Eyal Gordin
- Scritto da: Mike Mariano

### Trama
All'asilo Hope prende un raffreddore. Viene subito portata a casa e Jimmy comincia a preoccuparsi. Chiama un ospedale e quando gli chiedono se abbia o meno l'assicurazione sanitaria, i suoi genitori dicono che non ce l'hanno mai avuta. Jimmy scopre inoltre che sin da piccolo, quando era malato, non era mai stato portato in ospedale ma era sempre rimasto a casa senza che i suoi genitori facessero nulla. Virginia, per paura che Maw Maw si ammali, la chiude nella sua camera con del nastro adesivo e il cibo le viene dato attraverso un tubo che passa in mezzo alla porta. Jimmy è comunque deciso ad avere l'assicurazione e scopre che ogni dipendente ne può avere una. Deve quindi decidere se farsi assumere come cassiere al mini-market dove lavora Sabrina. Burt però non vuole che lavori al negozio perché pensa che, essendo solo un lavoro di rimpiazzo e part-time, suo figlio sarebbe trattato come "l'ultima ruota del carro" dai dipendenti. Il padre decide quindi di procurarsela lui l'assicurazione. Per prima cosa va a chiedere l'appaltato per tagliare l'erba nei parchi comunali, così da essere un dipendente comunale e di avere di conseguenza l'assicurazione. L'appalto però non gli viene dato, per uno sbaglio da lui commesso con il Sindaco. Burt decide quindi di farsi assumere dal suo acerrimo nemico, "Pollice", il proprietario di una grande azienda di tagliaerba a domicilio. Pollice infatti non era altri che un suo ex-socio in affari. Jimmy invece si fa assumere dal negozio, contro il volere del padre che lo aveva minacciato di non farsi assumere. Burt lo trova al lavoro e per questo è deluso dal figlio che non crede in lui. Jimmy scopre a sua volta Burt al lavoro da Pollice e i due si perdonano l'un l'altro.
- Ascolti USA: telespettatori 5 772 000 – share 5%[7]

## Bollino blu
- Titolo originale: Blue Dots
- Diretto da: Eyal Gordin
- Scritto da: Liz Astrof

### Trama
Virginia, nel portare Hope all'asilo gestito dalla ex-fidanzata di Jimmy, nota che Hope è l'unica bambina presente. Ci sono solamente cani a parte lei. Questa infatti impara ad abbaiare ancora prima di parlare. Per questo Virginia decide di portare la bambina in un asilo privato. Dato che la sua famiglia è povera, Virginia iscrive tutti al concorso bandito dallo stesso asilo che darà un'iscrizione gratuita alla famiglia più povera. Durante la prima conferenza indetta dal direttore dell'asilo, Jimmy viene a conoscenza dell'esistenza di un sito internet contro i maniaci sessuali e viene a sapere che nel suo quartiere ne vive uno. Appena tornati a casa lui, Burt e Virginia vanno sul sito. Si accorgono che il bollino blu che indica il maniaco si trova proprio sulla loro casa e compare la faccia di Burt. Si scopre quindi che questo è stato incarcerato a 17 anni per un errore di un poliziotto. La famiglia va quindi dal più bravo avvocato della città e questo dice loro che se vogliono togliere il bollino blu, Burt deve dire a tutto il vicinato che è un maniaco. Burt lo fa e gli viene tolto il bollino blu. Per sbaglio però Maw Maw viene arrestata per essersi tolta il reggiseno davanti a una scolaresca e sul bollino blu compare ora la sua di faccia. Per togliere il suo di bollino, l'avvocato dice loro che Maw Maw deve fare 12 ore di lavori sociali. Dato che la nonna comunque non riesce a lavorare, Jimmy e Virginia decidono di lavorare per lei. La mattina dopo però Virginia viene arrestata per sbaglio, dato che un poliziotto crede che sia una prostituta. Jimmy va a chiedere aiuto a una ragazza lì vicino per fare i lavori, questa risulta però una finta prostituta e agente della polizia. Anche Jimmy viene quindi arrestato. Ora tutta la famiglia a parte Burt ha il bollino blu. Il concorso per l'asilo alla fine viene annullato per le bugie di tutti i partecipanti. L'episodio finisce con tutta la famiglia Chance che va a dire al vicinato che sono dei maniaci sessuali per farsi togliere i bollini dal sito.
- Ascolti USA: telespettatori 5 912 000 – share 5%[8]

## Ecco i nonni
- Titolo originale: Meet the Grandparents
- Diretto da: Jace Alexander
- Scritto da: Elijah Aron e Jordan Young

### Trama
È il giorno del Ringraziamento e Jimmy decide di invitare i nonni materni di Hope per la cena. Riesce a trovarli e a incontrarli. Il padre di Lucy è uno psicologo e la madre è una donna nevrotica e a cui basta poco per mettersi a urlare e piangere. Jimmy li invita e loro accettano. Dato che Virginia non ha mai cucinato un tacchino, la famiglia invita Barney, il direttore del supermercato e datore di lavoro di Jimmy, a passare la cena con loro, anche perché lui sa cucinare bene. Tutto è pronto, ma Maw Maw, credendo di trovarsi nel 1949 e di lavorare in una tavola calda, distrugge tutti i cibi. Ora non c'è più nulla da mangiare. Come se non bastasse i due amici di Jimmy vengono a chiedergli aiuto perché non sanno cosa far esplodere per festeggiare la serata. Jimmy affida a loro Maw Maw per tenerla occupata. Nel frattempo arrivano anche i genitori di Lucy, e nonni di Hope, ed entrano in casa. Appena i due vengono lasciati soli con Hope, questi la rapiscono. Quindi Jimmy, Burt e Virginia sono costretti ad andare a casa loro per riprenderla. Virginia stordisce sia la donna sia l'uomo con un televisore e riporta Hope a casa. Più tardi i due nonni vengono a scusarsi con Jimmy e tutti vanno a tavola per mangiare. Burt inizia la preghiera di ringraziamento ma poco dopo si accorge che i due coniugi hanno ancora una volta rapito Hope. Questa volta Virginia chiama la polizia e i due nonni di Hope vengono arrestati. Alla fine tutti vanno a mangiare il tacchino in allegria e la serata si conclude con i due amici di Jimmy che fanno esplodere il tacchino non mangiato (perché sporco) dalla famiglia e che Maw Maw aveva precedentemente buttato.
- Ascolti USA: telespettatori 5 772 000 – share 5%[9]

## Burt Rocks
- Titolo originale: Burt Rocks
- Diretto da: Jace Alexander
- Scritto da: Alan Kirschenbaum

### Trama
Jimmy e Vanessa devono trovare un personaggio importante da presentare a Barney per la giornata delle svendite al supermercato. Nessuno però sa chi chiamare. Jimmy però viene a sapere che suo padre da giovane era bravissimo a suonare la chitarra e che il suo più grande mito era Smokey Floyd, famoso chitarrista. Burt era andato a fare un'audizione dallo stesso Smokey e aveva superato tutti i suoi avversari, però fu mandato via perché aveva portato con sé Jimmy, un bambino, cosa che Smokey odiava. Per colpa di Jimmy quindi Burt non poté mai diventare una rockstar. Jimmy decide di rimediare al suo sbaglio e chiama Smokey, ora diventato vecchio e perdigiorno. Questo va a trovare la famiglia Chance, tutti sono in estasi per vedere il loro mito nella loro casa. Jimmy invita Smokey a fare un concerto nel supermercato e questo accetta, se suonerà insieme a Burt. L'indomani tutto è pronto per il concerto, anche se Burt ha da poco superato la paura del palco. Smokey e Burt cominciano a suonare ma i clienti e le persone cominciano a disturbarlo e alla fine Hope si mette a piangere. Smokey è furente e urla contro tutti, insultando anche chi disturbava, Burt non accetta sentirsi preso in giro da Smokey e tira la chitarra in testa a questo, tramortendolo. Burt diventa famoso in tutta la cittadina per aver fatto svenire Smokey. Alla fine quest'ultimo ritorna a casa e Burt capisce che è meglio avere una famiglia e non essere famosi che il contrario.
- Citazioni: Smokey Floyd chiama inavvertitamente Barney "Kenny". L'attore Gregg Binkley ha interpretato un personaggio di nome Kenny nella serie My Name is Earl, creata anch'essa da Greg Garcia.
- Guest star: Jason Lee (Smokey Floyd)
- Ascolti USA: telespettatori 5 772 000 – share 5%[10]

## Buon Natale Hope
- Titolo originale: Toy Story
- Diretto da: Michael Fresco
- Scritto da: Bobby Bowman

### Trama
È arrivato Natale e Jimmy ricorda che durante ogni Natale passato, suo padre Burt gli rubava tutti i suoi giochi e li rivendeva per un prezzo assurdo a qualcun altro. Jimmy interrompe allora questo ciclo e compra lui stesso una bambola per Hope, per far sì che suo padre non la rivenda. Virginia convince Jimmy a iscriversi con Hope, Burt e Sabrina al presepe vivente che si fa ogni anno. Il presepe vivente viene fatto per la chiesa della cittadina che raccoglie fondi per la riparazione dell'organo rotto, questa però sceglie come famiglia che dovrà interpretare la famiglia nazarena, una famiglia di cinesi. Virginia non accetta la cosa e decide di fare concorrenza alla famiglia cinese costruendo un presepe di fronte al loro presepe. È arrivata la notte di Natale e tutto è pronto, Burt però si accorge di aver inavvertitamente venduto la bambola di Hope per 250 $ a Barney. Sabrina, Jimmy e Burt vanno da questo travestiti e scoprono che Barney colleziona bambole e che quella appena comprata non la vuole rivendere, alla fine Burt convince Barney a venderla per 2000$. I 3 arrivano in ritardo al presepe e tutti i cittadini sono andati a fare offerte a quello della famiglia cinese. Jimmy sa però che le bambole come quella da lui posseduta sono introvabili dopo Natale, questo quindi va davanti a tutta la gente e la mostra. I cittadini la notano e vorrebbero comprarla per i figli. Jimmy, sempre mostrando la bambola, riconduce le persone al presepe dei Chance e alla fine è proprio questo a ottenere il maggior numero di offerte. L'organo viene quindi riparato a nome di Hope Chance e la stessa Hope non viene più etichettata dalla gente come la figlia della serial-killer ma come la benefattrice della chiesa.
- Ascolti USA: telespettatori 6 915 000 – share 6%[11]

## L'amico perfetto
- Titolo originale: Romeo and Romeo
- Diretto da: Michael Fresco
- Scritto da: Bobby Bowman

### Trama
Jimmy è in cerca di un amico e chiede aiuto a Sabrina di trovargliene uno. Al supermercato trova un ragazzo single, Justin, con il figlio. Jimmy ci fa subito amicizia e si fa dare il loro numero di telefono. Più tardi a casa lo chiama e gli chiede se i loro figli si incontrassero per giocare e Justin accetta di buon grado. Jimmy va a casa di Justin e a differenza sua, Justin è ricco e scopre anche che sua madre è una delle persone per cui pulisce la casa Virginia. Questa infatti è andata a casa della famiglia di Justin per pulirla. Tornati a casa Burt e Virginia sono contrari che Jimmy e Justin diventino amici, dato che le due famiglie sono di due classi sociali completamente diverse. Nonostante questo Justin e i suoi genitori e suo figlio vanno a cena dai Chance e lì si scopre che le due famiglie sono molto simili, ma che Burt e Virginia fanno errori in ogni campo, mentre invece la famiglia di Justin riesce a fare tutto. Justin intanto incontra Sabrina fuori dalla casa di Jimmy e le chiede di uscire, cosa che Jimmy gli aveva subito proibito di fare. I due quindi si picchiano e a fine serata si scopre che in una cosa sono meglio Burt e Virginia: crescere dei figli, Justin infatti è sempre stato maleducato e screanzato con tutti e i suoi genitori lo sanno. Burt e Virginia capiscono quindi che anche loro sono migliori in qualcosa e diventano amici dei genitori di Justin. Ora invece Justin e Jimmy si odiano.
- Ascolti USA: telespettatori 6 583 000 – share 6%[12]

## Una storia sporca
- Titolo originale: A Germ of a Story
- Diretto da: Phil Traill
- Scritto da: Timothy Stack

### Trama
Jimmy ha trovato una videocamera e vuole riprendere Hope quando fa delle cose buffe, ma non ci riesce mai. Al contrario, Burt e Virginia riescono a fargli continuamente degli scherzi e a registrarli. Durante la visione di una ripresa fatta di nascosto a Hope e Virginia, Sabrina fa notare a Jimmy che sua madre ha fatto cadere il ciuccio di Hope per terra e gli e lo ha rimesso in bocca, facendo sì che migliaia di germi ci salissero sopra. Jimmy quindi comincia a spaventarsi per questi germi e con una speciale lampada imprestatagli da Sabrina, controlla tutta la sua casa per vedere quanti germi ci sono. Risulta ben presto che la casa è sporchissima e anche Burt e Virginia si fanno prendere dal panico. Passano quindi tutta la giornata a pulire tutta la casa e di sera si accorgono che hanno pulito tutto e tutti tranne una cosa: Maw Maw. Questa infatti, essendo sporca di germi, ri-contagia ben presto tutta la casa e i tre sono costretti a trasferirsi nella veranda per non essere esposti ai germi. Più tardi però trasferiscono Maw Maw in veranda e loro rimangono fuori dalla casa. Per passare la nottata, tirano fuori da un baule un proiettore e alcuni vecchi dischi contenenti filmati di molti anni prima. Virginia però, ragionando, capisce che Maw Maw ha 84 anni ed è sempre stata esposta ai germi, eppure è ancora in perfetta salute fisica. Quindi la fobia per i germi è irrazionale. Perciò tutta la famiglia rientra in casa e tutto ritorna com'era prima.
- Ascolti USA: telespettatori 5 359 000 – share 5%[13]

## La cugina Delilah
- Titolo originale: What Up, Cuz?
- Diretto da: Rebecca Asher
- Scritto da: Bobby Bowman

### Trama
Delilah, la cugina di Virginia, chiama a casa dei Chance e risponde Virginia. Quest'ultima, usando una scusa inopportuna, dice che Maw Maw è morta, nel tentativo di non far venire a casa loro Delilah, dato che questa voleva farle una visita. Delilah allora ha un motivo in più per venire: vuole la sua parte della casa di Maw Maw, dato che il testamento non c'è. Burt consiglia a Virginia di dire tutta la verità e farla finita, ma Virginia dice che se la verità venisse a galla Delilah non le rivolgerebbe mai più la parola perché penserebbe che si sia presa gioco di lei dicendogli che Maw Maw è morta. Delilah arriva e fa capire che non vuole la metà della casa ma un'altra cosa: che Burt si fidanzi con lei. Infatti, quando Virginia e Delilah erano giovani, Burt si era inizialmente fidanzato con Delilah, ma dopo Virginia lo aveva sedotto e convinto a mettersi insieme a lei. Delilah non ha mai accettato questo fatto. Burt è un po' titubante, intanto Jimmy cerca di nascondere Maw Maw, ma questa ruba il furgone e scappa. Jimmy e Sabrina si mettono al suo inseguimento. Ben presto trovano il furgone in mezzo alla strada e scoprono che la nonna ha rubato i pattini a rotelle a Dancing Dan, un barbone del luogo. Corrono e più avanti scoprono che Maw Maw ha rubato la bicicletta di Barney e l'inseguimento continua. Alla fine Burt e Delilah stanno per baciarsi quando Maw Maw grida contro Delilah e quest'ultima si mette a urlare, credendo che si tratti di un fantasma. In fretta scappa dalla casa e tutto torna alla normalità.
- Ascolti USA: telespettatori 6 006 000 – share 6%[14]

## Taglia e cuci
- Titolo originale: Snip Snip
- Diretto da: Chris Koch
- Scritto da: Mike Mariano

### Trama
Virginia crede di essere rimasta incinta e per questo va al Pronto Soccorso a fare il test di gravidanza. Lì incontra Sabrina. Il test di gravidanza è negativo per Virginia e anche per Sabrina, dato che anch'essa era venuta lì per lo stesso motivo. Le due hanno entrambe un segreto da mantenere. Dato che sarebbe scomodo per entrambe dire ai familiari e amici che hanno fatto il test di gravidanza per vari motivi. Entrambe quindi mantengo il segreto. A casa però Jimmy, Virginia e Maw Maw costringono Burt a fare una vasectomia per non correre il rischio di avere altri figli. Burt e Jimmy vanno dall'urologo, nella sua clinica. Lì una ventina di studenti guarda Burt nudo e il dottore è obbligato e fargli un'iniezione per calmarlo. Quello che gli dà però non è un tranquillizzante o un sedativo, ma una droga che altera i sensi di Burt e questo non ragiona più. Durante la follia di Burt, quest'ultimo scappa dalla clinica e va all'interno di un negozio di videogiochi gestito da Tyler. Si nasconde dentro una macchina per le fototessere. Jimmy lo raggiunge e lì dentro Burt gli spiega perché non vuole fare l'operazione: perché pensa che dopo lui e Jimmy non avranno più lo stesso rapporto di un tempo che giocavano a rugby nei campi insieme. Jimmy gli fa capire che nulla cambierà dopo. Burt quindi si sottopone all'intervento. Virginia e Sabrina intanto hanno fatto amicizia e si sono scambiate tutti i rispettivi segreti. Alla fine diventano amiche. L'episodio finisce con Burt e Jimmy che giocano a rugby nello stesso parco dove giocavano quindici anni prima.
- Guest star: Eddie Steeples (Tyler)
- Ascolti USA: telespettatori 8 682 000 – share 8%[15]

## Fratelli e mariti
- Titolo originale: The Cultish Personality
- Diretto da: Phil Traill
- Scritto da: Matthew W. Thompson

### Trama
Il fratello di Burt, Bruce, e padre di Mike, va a casa dei Chance per dire loro che Mike sta tornando dopo un lungo viaggio insieme a una setta. Tutti si preparano a dargli il ben tornato. Mike arriva insieme a Tanya, sua moglie, e insieme agli altri 3 mariti della donna, che sono per Mike dei fratelli-mariti con un camper. Virginia raccomanda Jimmy di non farsi abbindolare come è già successo in passato. Quando Mike, Tanya e i tre fratelli-mariti entrano in casa, Tanya dice a Mike perché sono andati lì: perché vogliono divorziare da lui. Una regola infatti del matrimonio con più persone dice che bisogna conoscere gli altri mariti, cosa che Mike invece non fa. Dei 3 non conosce niente a parte il nome. Mike quindi divorzia. I tre mariti di Tanya cercano di convincere Jimmy a diventare il quarto marito e Jimmy si fa quasi convincere, ma Virginia lo fa ragionare e capisce che stava per fare uno sbaglio. Burt va a parlare con Bruce e scopre che aveva cacciato Mike a 18 anni da casa perché voleva che scoprisse come vivere senza il bisogno degli altri e imparare a gestirsi da solo. Purtroppo Mike appena cacciato è andato dai Chance. Burt capisce che deve portare Mike da Bruce per farli chiarire e quindi torna a casa. Mike intanto con una canzone riesce a farsi ri-accettare dai 3 fratelli-mariti e da Tanya e quindi se ne va. Burt arriva a casa e scopre cosa è successo e dato che ha promesso a Bruce di ritrovarlo, chiama la polizia dicendo che Mike e gli altri hanno rapito Hope e che stanno scappando sul loro camper, in modo che alla fine sembri tutto un incidente, dato che Burt farà vedere che Hope si trovava in soffitta e che quindi Mike non c'entrava nulla. La polizia arriva a casa dai Chance e Burt spiega l'accaduto. Alcuni elicotteri e alcune volanti vanno alla ricerca del camper e lo trovano, i poliziotti però cominciano a sparargli contro e Burt non vuole che capiti il peggio, per cui mostra Hope cercando di fingere che non l'aveva vista. Burt viene arrestato e messo in carcere per 30 giorni. Passati quei 30 giorni, Burt esce e scopre che Mike è tornato a lavorare nel negozio di materassi insieme a suo padre Bruce.
- Ascolti USA: telespettatori 6 002 000 – share 6%[16]

## Il testamento
- Titolo originale: Mongooses
- Diretto da: Eyal Gordin
- Scritto da: Bobby Bowman

### Trama
Jimmy e la sua famiglia vanno dall'avvocato per depositare il loro volere in caso che Jimmy muoia. Jimmy decide che nel caso morisse sia lui che i suoi genitori, Hope andrebbe affidata a Sabrina. L'avvocato gli dice che sarebbe meglio depositare anche una dichiarazione scritta nel caso in cui morissero tutti, compresa Sabrina, per sapere a chi dovrebbe andare Hope. Jimmy non vuole fare quest'ultima dichiarazione perché pensa che l'ipotesi sia così distante dalla realtà che è inutile pensarci. Jimmy, Burt e Virginia tornano a casa loro. Lì ognuno fa vedere all'altro dei metodi per cercare di diventare una famiglia normale e cercare di avere meno possibilità di morire. Burt insegna a Virginia come si fa a ripristinare l'impianto elettrico e come usare il ferro da stiro senza avere la scossa. Mentre Virginia spiega a Burt come fare un bucato senza che la lavatrice salti in cortocircuito. Burt, Virginia e Jimmy sembrano soddisfatti e pensano proprio che riusciranno a diventare una famiglia normale.
La scena seguente mostra Burt, Virginia, Sabrina e Jimmy tre giorni dopo in soffitta. Sono terrorizzati e dicono che moriranno tutti, subito dopo si sentono degli spari. Un lungo flashback ci fa vedere cos'è successo prima di questi eventi.
Si scopre che Burt e Virginia in quei tre giorni hanno continuato a litigare per vari motivi e nessuno vuole più aiutare l'altro. Jimmy affida Hope a Sabrina, e questa non riesce a stare con lei e la affida a Shelley, sua cugina che ha un asilo. Jimmy più tardi, dopo il lavoro, la va a recuperare e torna a casa. Burt e Virginia sono ancora arrabbiati e sia loro due, che Jimmy e Sabrina, salgono in soffitta per prendere alcune cose per fare giocare Hope. Hanno però dimenticato la televisione accesa sul canale di National Geographic Channel. Proprio in quel momento la tv trasmette un documentario sulle manguste. Maw Maw lo vede e pensa che la sua casa stia per essere invasa dalle manguste, va quindi a prendere il fucile di Virginia, che tiene in caso di evenienza, e spara alla televisione. Jimmy e i suoi genitori, camminando sul pavimento della soffitta, fanno rumore e Maw Maw pensa che quei rumori appartengano alle manguste. Comincia quindi a sparare ovunque senta i rumori. E qui si ritorna al presente e il flashback finisce. Sabrina, per dimostrare di essere coraggiosa e non una fifona, si lancia dalla porticina della soffitta e per fortuna riesce a far cadere dalle mani di Maw Maw il fucile, salvando tutti.
- Ascolti USA: telespettatori 5 739 000 – share 5%[17]

## Amore demenziale
- Titolo originale: Cheaters
- Diretto da: Dan Attias
- Scritto da: Elijah Aron e Jordan Young

### Trama
Maw Maw, all'asilo di Shelley, incontra Mel, un anziano uomo anch'esso malato di Alzheimer. I due familiarizzano subito e si innamorano, tanto che Maw Maw ogni giorno aspetta che Burt o Virginia o Jimmy la portino all'asilo per incontrarlo. Nel frattempo Jimmy crede di aver finalmente trovato il modo di fidanzarsi con Sabrina: Wyatt, il fidanzato di Sabrina, va spesso ai party che organizza la sua università e Jimmy e Sabrina pensano che durante questi Wyatt la tradisca. Jimmy e Sabrina prendono il furgone e vanno al prossimo party, per vedere se effettivamente Wyatt la tradisce. Quando arrivano alla festa vedono difatti Wyatt baciare un'altra ragazza, questo, dopo aver visto Sabrina, cerca di scusarsi, ma Jimmy e Sabrina riprendono il furgone e tornano a casa. Wyatt però prende la sua auto e li insegue, fin quando il furgone di Jimmy non finisce la benzina. Jimmy e Sabrina sono quindi costretti a salire sulla macchina di Wyatt. Quest'ultimo, lungo la strada, cambia corsia e va contro mano. Spegne i fari nell'auto in modo che se arrivasse un'altra automobile sia la sua sia l'altra si schianterebbero in un incidente. Durante questi momenti di pericolo Sabrina e Wyatt si chiariscono e alla fine si rimettono insieme, sotto lo sguardo infelice di Jimmy. Maw Maw intanto continua la sua relazione con Mel, fin quando questo pensa di trovarsi nella giungla della Corea e pensa che sta combattendo per l'omonima guerra. Dato che Mel pensa di combattere, dice a Maw Maw di non poter essere il suo fidanzato, dato anche che si è trovato un'altra fidanzata giapponese. Maw Maw, quindi, se ne va e i due rompono il loro fidanzamento.
- Ascolti USA: telespettatori 5 306 000 – share 4%[18]

## Incubi notturni
- Titolo originale: Sleep Training
- Diretto da: Eyal Gordin
- Scritto da: Sean Conaway e Bobby Bowman

### Trama
Frank dà origine a un fight club a cui si unisce anche Barney. Jimmy si frequenta con Zoe; Essa lo invita ad andare con lei a un corso d'arte. Durante la prima lezione di questo corso Jimmy si accorge che il nudo da rappresentare è proprio Zoe e resta deluso. I genitori di Justin regalano ciò che a loro non piace più a Virginia e Burt e gli consigliano di lasciar piangere Hope senza considerarla, così lei può aumentare la sua autostima e imparare a superare le sue paure. Il pensiero di lasciar piangere la piccola Hope fa riaffiorare in Jimmy l'incubo dell'uomo con la testa da cane. Jimmy va con Zoe a una festa in cui bevono del te inca che produce in Jimmy allucinazioni. Nel frattempo Burt riesce a far addormentare Hope senza starle vicino. Jimmy sotto effetto del te inca va al supermercato dove incontra Barney che cerca di riaccompagnarlo a casa; Jimmy dopo pochi metri scende dalla macchina perché al posto del suo capo vede l'uomo con la faccia da cane che lo terrorizza. Arrivato a casa i genitori non lo fanno entrare per fargli superare la sua paura e così Jimmy dovendosi arrangiare da solo tira un pugno a Barney e dorme sullo zerbino. Dopo l'avventura del te inca Jimmy decide di non frequentare più Zoe.
- Ascolti USA: telespettatori 4 534 000 – share 4%[19]

## Gigolò da piscina
- Titolo originale: Everybody Flirts...Sometimes
- Diretto da: Jerry Levine
- Scritto da: Christine Zander

### Trama
- Ascolti USA: telespettatori 4 665 000 – share 4%[20]

## Baby monitor
- Titolo originale: Baby Monitor
- Diretto da: Eyal Gordin
- Scritto da: Bobby Bowman

### Trama
- Guest star: Ethan Suplee (Andrew), Jaime Pressly (Donna)
- Ascolti USA: telespettatori 5 046 000 – share 5%[21]

## Compleanni

La famiglia Chance al completo festeggia il compleanno di Maw Maw

- Titolo originale: Don't Vote for This Episode
- Diretto da: Greg Garcia
- Scritto da: Greg Garcia

### Trama
- Ascolti USA: telespettatori 5 400 000 – share 6%[22]